# Корнијај
Корнијај (фр. Cornuaille) насеље је и општина у западној Француској у региону Лоара, у департману Мен и Лоара која припада префектури Анже.
По подацима из 2011. године у општини је живело 1019 становника, а густина насељености је износила 23,2 становника/km². Општина се простире на површини од 43,92 km². Налази се на средњој надморској висини од 54 метара (максималној 89 m, а минималној 38 m).

## Демографија
| 1962. | 1968. | 1975. | 1982. | 1990. | 1999. | 2011. |
| ----- | ----- | ----- | ----- | ----- | ----- | ----- |
| 947   | 983   | 841   | 785   | 719   | 791   | 1.019 |

График промене броја становника у току последњих година